# Theo Bos (cyclisme)
Pour les articles homonymes, voir Bos et Theo Bos.
Theo Bos, né le 22 août 1983 à Hierden, est un coureur cycliste et entraineur néerlandais. Spécialiste de la piste, il est médaillé d'argent olympique, ainsi que quintuple champion du monde sur les épreuves de sprint : titré sur la vitesse individuelle en 2004, 2006 et 2007, le kilomètre en 2005 et le keirin en 2006. Il est élu sportif néerlandais de l'année en 2006. De 2009 à 2015, il se consacre au cyclisme sur route, avec moins de succès. De 2016 à 2021, il fait son retour sur la piste, puis devient entraineur.

## Biographie
Theo Bos est né à Hierden, aux Pays-Bas. Il a un frère aîné, Jan, qui est à la fois un patineur de vitesse médaillé olympique, mais également un coureur sur piste. 
Durant son adolescence, il suit des cours au lycée à Harderwijk, où il obtient le HAVO, puis plus tard le VWO.

### 2001-2008: nombreux succès sur piste
En 2001, il devient sur piste champion du monde du kilomètre chez les juniors (moins de 19 ans). La même année, à l'âge de 18 ans, il commence sa carrière de cycliste professionnel chez les élites. En 2002 et 2003, il décroche au total six médailles, dont trois titres de champion d'Europe chez les espoirs (moins de 23 ans).
Il se révèle en 2004. Cette année-là, il est champion du monde de vitesse et il remporte le bronze du kilomètre. Il est le premier champion du monde de vitesse néerlandais depuis Leijn Loevesijn en 1971. Plus tard cette année-là, il participe aux Jeux olympiques, où il remporte la médaille d'argent de la vitesse, battu en finale par l'Australien Ryan Bayley. Avec son frère aîné Jan et Teun Mulder, il termine sixième de la vitesse par équipes. Cette année-là, il reçoit le Gerrie Knetemann Trofee, récompensant le cycliste néerlandais de moins de 23 ans le plus talentueux.
En 2005, il est sacré champion du monde du kilomètre et remporte l'argent en vitesse par équipes avec Teun Mulder et Tim Veldt. Un an plus tard, il devient champion du monde du keirin à Bordeaux et parvient à regagner son titre mondial sur le tournoi du sprint. En 2007, il réussit à conserver son titre mondial sur le sprint et décroche la médaille d'argent sur le keirin. Le 16 décembre 2006, il bat le prestigieux record du monde du 200 mètres départ lancé lors d'une manche de Coupe du monde à Moscou. Il parcourt la distance en 9,772 secondes et bat le record détenu depuis 11 ans par le Canadien Curt Harnett. Cinq jours plus tard, il est nommé Sportif néerlandais de l'année. Le record de Bos est battu par le Français Kévin Sireau au Grand Prix de Moscou le 29 mai 2009 en 9,650 secondes. 
Son objectif est alors de décrocher l'or aux Jeux olympiques d'été de 2008. Pour cela, il reçoit un vélo futuriste Kimera, spécialement conçu pour lui par Koga-Miyata (une marque de cycles néerlandaise). Son développement a coûté 500 000 euros. Cependant il chute au deuxième tour du keirin et ne remporte pas de médaille en vitesse par équipes.

### 2009-2015: carrière sur route

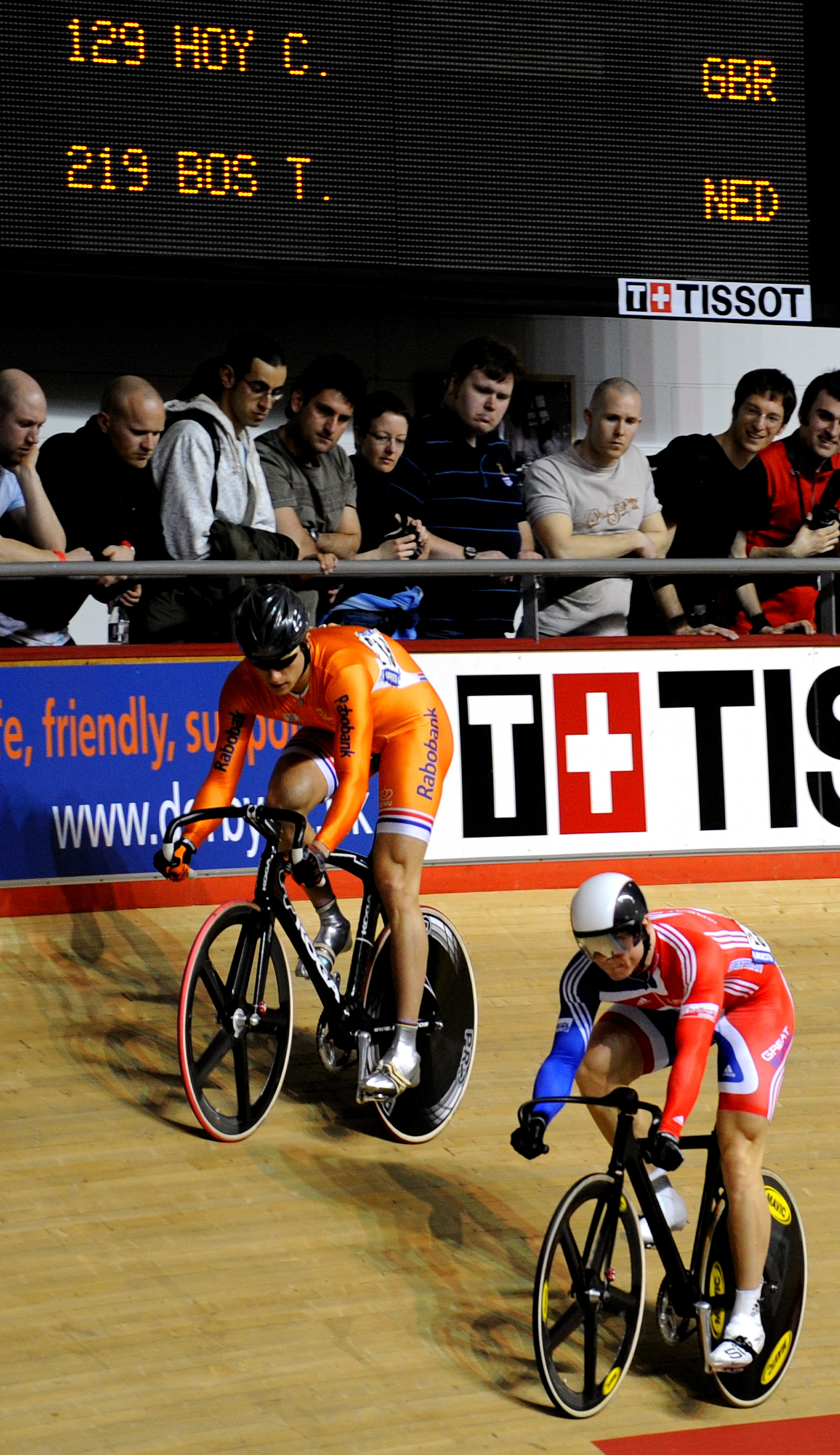
Theo Bos (à gauche) et Chris Hoy aux mondiaux sur piste de 2008 à Manchester.

En 2009, il décide de quitter la piste pour rejoindre la route et l'équipe néerlandaise Rabobank Continental.
Cette décision est due aux contre-performances enregistrées en 2008 face à la nouvelle génération de pistard et au Britannique Chris Hoy. Les Jeux olympiques de Pékin se sont également avérés très décevants pour lui avec zéro médaille.
Pour cette première année sur route, il remporte le Tour de Hollande-Septentrionale puis le Circuit de Campine, deux courses disputées aux Pays-Bas. Il est également impliqué dans une chute survenue au Tour de Turquie avec le Sud-Africain Daryl Impey. Considérant que l'attitude de Bos « constituait une atteinte à l’image, à la réputation et aux intérêts du cyclisme et de l’UCI », la commission disciplinaire de l’Union cycliste internationale lui a infligé une suspension d’un mois. Il court en 2010 dans l'équipe Cervélo Test et rejoint les rangs de l'équipe Rabobank en 2011, renommée Belkin en 2013. Après une saison marquée par plusieurs victoires, Bos se fait opérer à l'aine au mois de novembre. Cette blessure entraîne son forfait pour les épreuves de piste des Jeux olympiques de 2012.
Victime d'une chute au début du Tour d'Italie 2012, Bos ne prend pas le départ de la 17e étape. Ressentant des douleurs malgré son abandon, une fracture de la troisième vertèbre lombale lui est diagnostiquée. Le 24 août 2013, il est renvoyé chez lui, juste avant le départ du Tour d'Espagne. La raison est qu'il a un faibles niveau de cortisol mesuré lors d'un contrôle d'avant-course par l'UCI. Bien qu'il ait été autorisé à prendre le départ selon les règles de l'UCI, son équipe Belkin l'a quand même renvoyé chez lui, pour suivre les règles du Mouvement pour un cyclisme crédible. Après la déception de ne pas être autorisé à prendre le départ de la Vuelta, Bos a tout de même réussi à bien terminer la saison en remportant six étapes du Tour de Hainan.
En 2014 et 2015, il court au sein de la formation sud-africaine MTN-Qhubeka. Durant sa carrière sur route, il remporte une trentaine de succès grâce à sa pointe de vitesse, dont une étape de l'Eneco Tour 2012 et du Tour de Pologne 2014, deux épreuves du circuit World Tour.

### 2014-2021: retour sur les vélodromes
En août 2014, il annonce vouloir reprendre sa carrière sur piste, en parallèle de la route, et vise une qualification pour les Jeux olympiques de 2016 où il songe à terminer sa carrière sur piste. Lors des championnats des Pays-Bas sur piste en 2015 à Alkmaar, il décroche le titre sur le kilomètre et la vitesse.
En 2016, après avoir été vice-champion du monde du kilomètre, il est sélectionné pour participer aux Jeux olympiques de Rio de Janeiro. En vitesse par équipes, il termine sixième avec Jeffrey Hoogland et Nils van 't Hoenderdaal. Lors du tournoi de vitesse, il est éliminé après les qualifications et au keirin après le premier tour. En novembre 2016, il décide de se consacrer entièrement à la piste et de s'essayer à l'omnium. Il rejoint en 2017 l'équipe BEAT Cycling Club, spécialiste de la piste. Aux mondiaux 2018, à Apeldoorn, il remporte la médaille de bronze du kilomètre. L'année suivante, il remporte le keirin lors de la manche de Coupe du monde de Hong Kong. Aux championnats du monde et d'Europe 2019, il remporte la médaille d'argent du kilomètre. En 2021, il n'est pas été sélectionné dans l'équipe des Pays-Bas pour les Jeux olympiques de Tokyo. En novembre de la même année, il remporte son dernier titre en devenant champion des Pays-Bas de vitesse par équipes.

### Après carrière
En novembre 2021, à 38 ans, il annonce mettre un terme à sa carrière de coureur et devient entraîneur national en Chine avec comme objectif les Jeux olympiques de Paris en 2024. Il continue également à travailler avec BEAT Cycling Club en tant que consultant,.
En janvier 2025, il fait son retour au pays, en étant nommé nouvel entraîneur national néerlandais de BMX.

## Palmarès sur piste

### Jeux olympiques
| Édition / Épreuve | Kilomètre | Keirin | Vitesse individuelle | Vitesse par équipes |
| Athènes 2004      | 5e        | 11e    | Argent               | 6e                  |
| Pékin 2008        |           | 12e    | 7e                   | 5e                  |
| Rio 2016          |           | 17e    | 21e                  | 6e                  |

### Championnats du monde
| Édition / Épreuve      | Kilomètre | Keirin | Vitesse individuelle | Vitesse par équipes | Américaine |
| 2001 (juniors)         | Or        |        |                      |                     |            |
| Anvers 2001            | 9e        |        |                      |                     |            |
| Ballerup 2002          | 7e        |        |                      |                     |            |
| Stuttgart 2003         | 6e        |        | 9e                   |                     |            |
| Melbourne 2004         | Bronze    |        | Or                   |                     |            |
| Los Angeles 2005       | Or        |        | 7e                   | Argent              |            |
| Bordeaux 2006          |           | Or     | Or                   |                     |            |
| Palma de Majorque 2007 |           | Argent | Or                   | 4e                  |            |
| Manchester 2008        |           | 13e    | 8e                   | Bronze              |            |
| Apeldoorn 2011         |           |        |                      |                     | Bronze     |
| Londres 2016           | Argent    |        | 24e                  |                     |            |
| Hong Kong 2017         | 16e       |        | 24e                  | Argent              |            |
| Apeldoorn 2018         | Bronze    |        |                      |                     |            |
| Pruszków 2019          | Argent    | 11e    |                      |                     |            |
| Berlin 2020            | 5e        | 23e    |                      |                     |            |

### Coupe du monde
- 2003
  - 2e du kilomètre à Moscou
- 2004
  - Classement général du kilomètre
  - 1er du kilomètre à Moscou
  - 2e du kilomètre à Manchester
  - 2e de la vitesse par équipes à Manchester
  - 3e de la vitesse à Moscou
- 2004-2005
  - 1er de la vitesse par équipes à Los Angeles (avec Teun Mulder et Tim Veldt)
  - 1er du kilomètre à Los Angeles
  - 1er de la vitesse à Sydney
  - 1er du keirin à Sydney
- 2005-2006
  - 1er de la vitesse à Manchester
  - 1er de la vitesse à Sydney
  - 1er de la vitesse par équipes à Sydney (avec Teun Mulder et Tim Veldt)
  - 2e de la vitesse par équipes à Manchester
- 2006-2007
  - 1er du keirin à Sydney
  - 1er de la vitesse à Moscou
  - 2e de la vitesse par équipes à Sydney
  - 2e de la vitesse par équipes à Moscou
- 2007-2008
  - 1er de la vitesse à Pékin
  - 1er de la vitesse par équipes à Pékin (avec Teun Mulder et Tim Veldt)
  - 2e de la vitesse par équipes à Copenhague
  - 3e du keirin à Sydney
- 2017-2018
  - 1er de la vitesse par équipes à Minsk (avec Roy van den Berg et Matthijs Büchli)
  - 2e de la vitesse par équipes à Manchester
  - 3e de la vitesse à Minsk
- 2018-2019
  - 1er du keirin à Hong Kong
  - 2e de la vitesse par équipes à Milton
  - 3e du keirin à Londres
  - 3e du kilomètre à Berlin
- 2019-2020
  - 3e de la vitesse par équipes à Minsk

### Championnats d'Europe
| Édition / Épreuve      | Kilomètre | Keirin | Vitesse individuelle | Omnium sprint |
| Büttgen 2002 (espoirs) | Argent    | Or     | Argent               |               |
| Moscou 2003 (espoirs)  | Or        | Argent | Or                   |               |
| Alkmaar 2008           |           |        |                      | Or            |
| Apeldoorn 2019         | Argent    |        |                      |               |

### Championnats des Balkans
- 2004
  -  Champion des Balkans de vitesse par équipes (avec Jan Bos et Teun Mulder)

### Championnats des Pays-Bas
- 2002
  -  Champion des Pays-Bas de vitesse individuelle
  -  Champion des Pays-Bas de keirin
- 2003
  -  Champion des Pays-Bas de vitesse individuelle
  -  Champion des Pays-Bas du kilomètre
  -  Champion des Pays-Bas de keirin
- 2004
  -  Champion des Pays-Bas de vitesse individuelle
  -  Champion des Pays-Bas de keirin
- 2006
  -  Champion des Pays-Bas de vitesse individuelle
  -  Champion des Pays-Bas de keirin
- 2007
  -  Champion des Pays-Bas de vitesse individuelle
  -  Champion des Pays-Bas de keirin
- 2010
  -  Champion des Pays-Bas de l'américaine (avec Peter Schep)
- 2015
  -  Champion des Pays-Bas de l'omnium
  -  Champion des Pays-Bas de vitesse individuelle
  -  Champion des Pays-Bas du kilomètre
- 2017
  -  Champion des Pays-Bas de vitesse par équipes
- 2018
  -  Champion des Pays-Bas de vitesse par équipes
- 2019
  -  Champion des Pays-Bas du kilomètre
- 2021
  -  Champion des Pays-Bas de vitesse par équipes

## Palmarès sur route et classements mondiaux

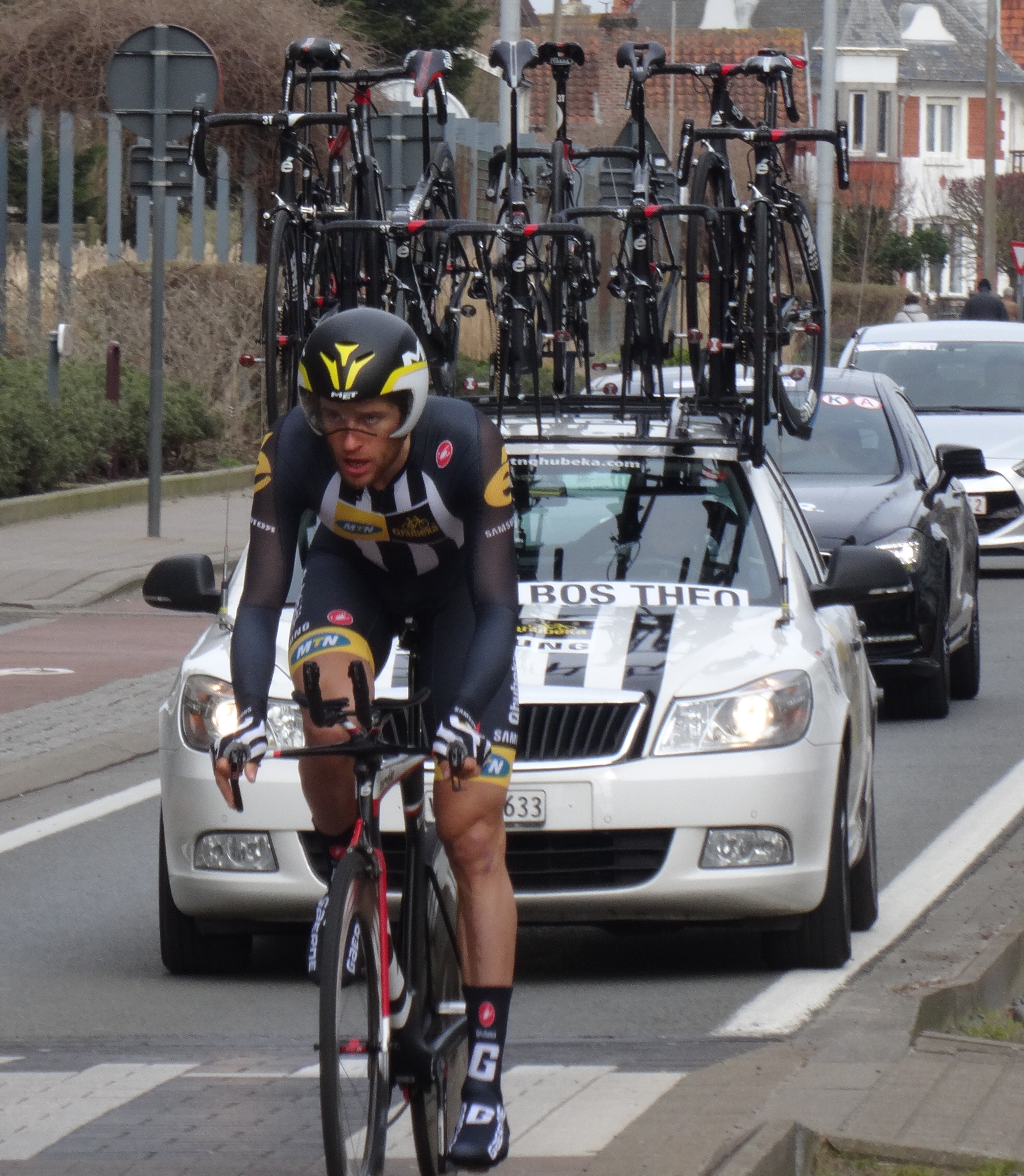
Theo Bos aux Trois Jours de Flandre-Occidentale 2015.

### Palmarès
- 2009
  - Tour de Hollande-Septentrionale
  - Circuit de Campine
  - Prologue (contre-la-montre par équipes), 1re, 2e et 4e étapes de l'Olympia's Tour
  - 3e du Tour d'Overijssel
- 2010
  - Clásica de Almería
  - 5e étape du Tour de Murcie
  - 1re et 2e étapes du Tour de Castille-et-León
- 2011
  - 1re et 3e étapes du Tour d'Oman
  - Tour de Rijke
  - 5e étape du Tour du Danemark
  - Dutch Food Valley Classic
  - 2e du Delta Tour Zeeland
- 2012
  - À travers Drenthe
  - 1re et 8e étapes du Tour de Turquie
  - 3e étape de l'Eneco Tour
  - Dutch Food Valley Classic
  - 2e étape de la World Ports Classic
  - Mémorial Rik Van Steenbergen
  - 3e du Grand Prix de l'Escaut
- 2013
  - 2e étape du Tour de l'Algarve

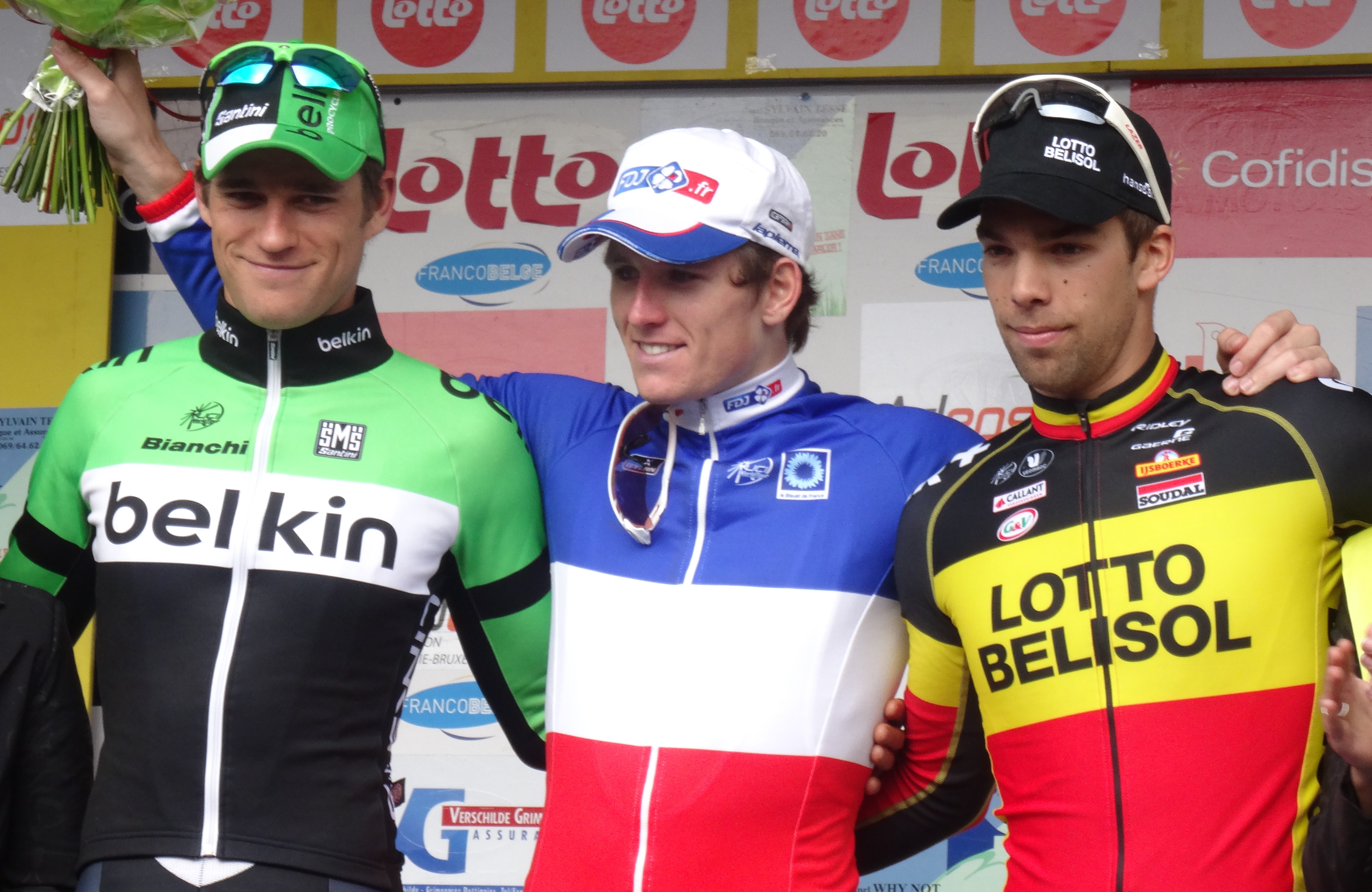
Podium de l'édition 2014 de l'Eurométropole Tour : Theo Bos (3e), Arnaud Démare (1er) et Jens Debusschere (2e).

  - 1re et 2e étapes du Tour de Langkawi
  - 1re étape du Critérium international
  - 3e étape du Tour de Norvège
  - 2e étape du Ster ZLM Toer
  - 2e, 3e, 4e, 5e, 7e et 9e étapes du Tour de Hainan

- 2014
  - 2e, 7e, 8e et 9e étapes du Tour de Langkawi
  - Classement général de la World Ports Classic
  - Ronde van Zeeland Seaports
  - 3e étape du Tour de Pologne
  - 4e étape du Tour d'Alberta
  - 3e étape de l'Eurométropole Tour
  - 2e de l'Handzame Classic
  - 3e de l'Eurométropole Tour

### Résultats sur les grands tours

#### Tour d'Italie
1 participation
- 2012 : non-partant (17e étape)

#### Tour d'Espagne
2 participations
- 2010 : abandon (17e étape)
- 2013 : non-partant (1re étape)

### Classements mondiaux
| Année            | 2009 | 2010 | 2011 | 2012 | 2013 | 2014 | 2015  |
| ---------------- | ---- | ---- | ---- | ---- | ---- | ---- | ----- |
| UCI World Tour   |      |      | 190e | 170e | nc   | 168e |       |
| UCI America Tour |      | 272e |      |      |      |      |       |
| UCI Asia Tour    |      | 180e |      |      |      |      |       |
| UCI Europe Tour  | 66e  | 79e  |      |      |      |      | 1023e |

## Distinctions
- Cycliste espoirs néerlandais de l'année : 2004
- Sportif néerlandais de l'année : 2006